# Jardin des Tanneurs de Metz
Le jardin des Tanneurs est jardin paysager de la ville de Metz aménagé en 1979. Il s’étage sur l’escarpement sud-est de la colline Sainte-Croix, berceau de la ville, dans le quartier de l’Ancienne Ville.

## Contexte de création
Le jardin est réalisé en bordure du quartier Outre-Seille qui était jadis animé par les activités de la tannerie, depuis le Moyen Âge. En effet un bras de la Seille le traversait (actuelles rues Haute-Seille et rue des Tanneurs) jusqu’à son comblement 1906 pour des raisons de salubrité. Des maisons étroites et hautes à pan de bois, surplombaient le bras de la Seille, donnant à ce lieu un caractère très pittoresque. Le samedi 24 avril 1948 à 5 h 10 du matin, quatre bâtiments s’effondrent rue des Tanneurs à cause d’un glissement de terrain, les nos  51, 53, 55 et 57. Douze victimes sont découvertes dans les décombres. Cette catastrophe a mis un terme à la présence d’habitations sur le site. À partir de 1979 et jusqu’en 1984, un jardin en terrasses y est réalisé, après la consolidation des murs existants par des voiles armés, maintenus par des tirants ancrés dans le calcaire dur.

## Composition paysagère
Ce jardin est d’inspiration méditerranéenne. Il est construit en terrasses, avec des placettes étagées reliées entre elles par de nombreuses allées de promenade, des gradins ou autres escaliers. En haut du jardin se trouve un théâtre de plein air propice aux concerts, les nuits d’été.
Cette situation offre des vues perspectives successives sur les collines boisées environnantes ainsi que les nombreux clochers d’églises.
La colline étant protégée des vents froids, une végétation méridionale peut s’y acclimater : cyprès d’Italie, palmiers rustiques, eucalyptus, lavandes, chênes verts, camélias, kiwis, ou bambous y sont plantés.